# Целлюлозное волокно

Целлюлозные молекулы в волокне связаны между собой водородными связями

Целлюлозное волокно (от лат. cellula — клетка) — это универсальное сырьё, которое получают из возобновляемого растительного источника. Целлюлозные волокна делятся на первичные и вторичные.

## Вторичное целлюлозное волокно
Вторичное целлюлозное волокно является производным первичного волокна и имеет идентичные свойства с первичными волокнами. Вторичное волокно получают методом сухого роспуска вторичного сырья — различных сортов макулатуры.
Так же вторичные волокна целлюлозы имеют различную длину, от 200 микрон до 2000 микрон, а из некоторых сортов макулатуры возможно получить волокно длиной до 3500 микрон. Толщина макулатурного волокна — от 0,02 до 0,15 мкм (м*10-6). Данные волокна не растворимы в воде, кислотах и щелочах, в органике, хорошо удерживают и поглощают жидкость, устойчивость к температурам до 220 °C, не токсичны, вода в пространстве между целлюлозными волокнами не замерзает до -70 °C.
Макулатурное волокно используется в качестве загустителя, армирующего средства, водоудерживающей и реологической добавки, абсорбента и наполнителя в различных областях.

## Спектр применения целлюлозного волокна
1. В дорожном строительстве целлюлозное волокно — основной компонент для производства стабилизирующей добавки для щебеночно-мастичного асфальтобетонного покрытия.
2. В производстве сухих строительных смесей целлюлозное волокно используется в качестве дисперсноармирующей добавки.
3. Целлюлозное волокно используется для производства фрикционных материалов в качестве добавки в материал фрикционных накладок для мотоциклов, автомобилей, грузовых машин. В этом качестве оно используется для замены волокон асбеста.
4. Целлюлозное волокно — натуральная добавка для производства эксклюзивных сортов бумаги и картона, тары и упаковки, бугорчатых прокладок для яиц, туалетной бумаги, одноразовых горшков для рассады, бумажной посуды, прокладок для упаковки продуктов питания.

Из вторичных целлюлозных волокон получают следующие готовые продукты:
- целлюлозный утеплитель (эковата);
- сорбент нефтепродуктов — за счет своего волокнистого состояния сорбент поглощает 8–10 единиц нефти и масла, что в 2–3 раза превышает возможности большинства других сорбентов; поскольку этот сорбент изготовлен из органического сырья, он является безвредным для окружающей среды;
- целлюлозная мульча для гидропосева – экологически чистый укрывной продукт для покрытия верхнего слоя почвы; целлюлозную мульчу используют для озеленения территорий, армирования дорожных насыпей, железнодорожных откосов и русел рек, при облагораживании зон концентрации бытовых отходов, а так же её применяют при рекультивации земель в местах разлива нефти, пожаров и техногенных выработок (выработанных гравийных или песчаных карьерах, рудников).

## История
Целлюлоза была открыта в 1838 году во Франции, где химик Ансельм Пайен (фр. Anselme Payen) выделил целлюлозное волокно из растений и определил его химическую формулу. Он же ввёл в оборот название «целлюлоза».
В 1893 году английские химики Кросс, Биван и Бидль получили из целлюлозы вискозу (сначала они обработали целлюлозу едким натром и затем эту мерсеризованную целлюлозу обработали сернистым углеродом). Вскоре из вискозы стали изготавливать нить — первый искусственный шёлк. В дальнейшем из вискозы стали делать волокно модал.
В 1910 году швейцарская компания Celanese братьев Дрейфус (Dreyfus) начала выпуск негорючей киноплёнки из ацетата целлюлозы. Несколько лет спустя их компанию стала выпускать ацетатное волокно, которое получило название «ацетатный шёлк», и ацетатный лак, с 1917 года поставлявшийся правительству США для американских ВВС. Для обеспечения этих поставок компания построила в 1918 году фабрику по выпуску ацетата целлюлозы и продукции из него в городе Камберленд в штате Мэриленд.
Переработкой макулатуры и получением готовых продуктов из неё начали заниматься в конце XIX века в Европе. В 1878 году немецкая фирма начала проводить исследовательские работы в области измельчения, в том числе и макулатуры.
В 1928 году в Германии открылось первое производство целлюлозного утеплителя.
В 1953 году американская компания Bowie Industries разработала первую технологию для озеленения территорий, в которой применялась целлюлозная мульча.
В 1992 году профессор ботаники и почвоведения из Вермонтского университета Норман Пеллетт отметил, что на участке, покрытом в начале лета 15-сантиметровым слоем мульчи из измельченной газетной бумаги, выросло за сезон не более восьми сорняков на квадратный метр.
В России вторичные целлюлозные волокна начали получать и использовать в промышленных масштабах в 2012 году.